# 玄沙師備
玄沙師備（げんしゃ しび）は、中国の唐末から五代十国時代の禅僧。号は宗一大師。俗姓は謝。福州閩県の出身。

## 生涯
福州閩県の謝家に三男として生まれ、30歳まで漁師をしていたが（異説あり）、突然出家を思い立ち、芙蓉霊訓の所で出家したとされている。しかし、芙蓉霊訓の没年は851年であるため整合がつかず、真相は不明である。
その時に福建地方に戻っていた兄弟子に当たる雪峰義存と意気投合して、共に福州閩県の雪峰山に登って寺院を開創した。
雪峰義存門下においては堅固な求道者ぶりから「備頭陀」と称されるほどで、一番弟子として布教を行い、閩の王審知の帰依を受け、師の雪峰義存と共に政庁で供養を受け、紫衣と宗一大師の号を賜った。
のちに独立して玄沙院で布教活動を続け、雪峰義存の禅風を発展させて「十方世界は一顆の明珠」という独自の思想を開発し、やがてそれは羅漢桂琛・法眼文益と受け継がれ、五家七宗の一つである法眼宗へと発展していった。

## 略歴
- 大和9年（835年） - 福州閩県にて誕生
- 咸通5年（864年） - 出家、洪州開元寺の道玄律師のもとで具足戒を受ける
- 咸通7年（866年） - 雪峰義存に嗣法
- 乾寧5年（898年） - 安国院に移転
- 開平2年（908年）11月27日 - 示寂。春秋74、法臘44。

## 思想
この世界は全て悟りその物であるという、「尽十方世界は一顆の明珠」という思想を成し遂げ、その豪快な禅風は、多くの弟子を教化した。また、謝家に三男として生まれたことから、しばし「謝三郎」と自称し、馬大師（馬祖道一）・王老師（南泉普願）と共に、僧侶としては数少ない俗姓呼称者でもある。

## 語録
- 『玄沙広録』上・中・下（入矢義高監修、禅文化研究所「唐代語録研究班」編、1987年 - 1999年／新装版・筑摩書房〈禅の語録12〉、2016年）

## 弟子
羅漢桂琛、国清師静

## 伝記
- 『景徳伝灯録』巻18「福州玄沙師備禅師」
- 『祖堂集』巻10
- 『宋高僧伝』巻13「梁福州玄沙院師備伝」